# Abraxas perchaotica
Abraxas perchaotica là một loài bướm đêm trong họ Geometridae.